# کوین برنز

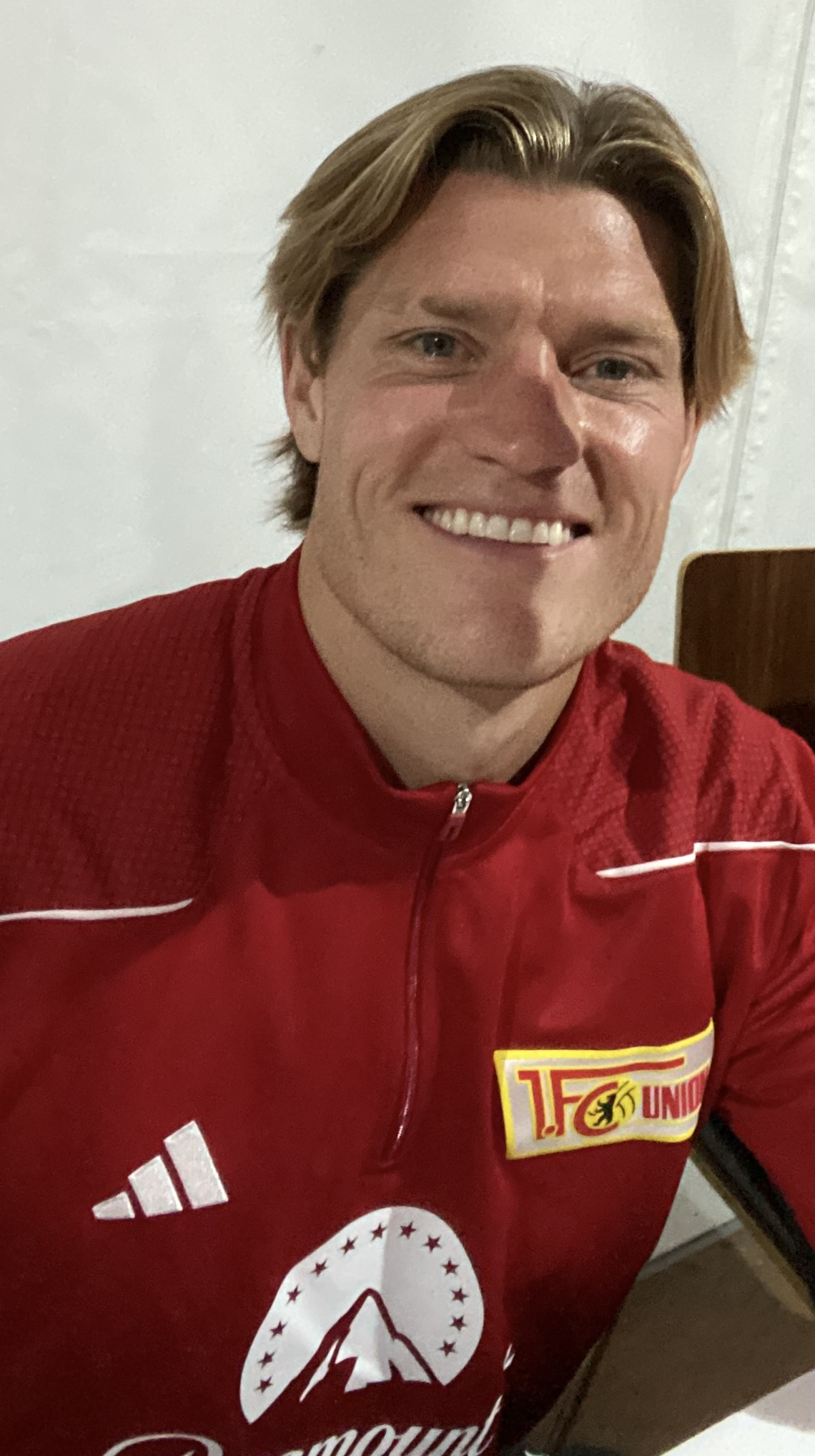

کوین برنز (انگلیسی: Kevin Behrens؛ زادهٔ ۳ فوریهٔ ۱۹۹۱) بازیکن فوتبال اهل آلمان است.
از باشگاه‌هایی که او در آن بازی کرده‌، می‌توان به باشگاه فوتبال روت‌وایس اسن اشاره کرد.